# Alpi del Mischabel e del Weissmies
Le Alpi del Mischabel e del Weissmies (Mischabel-Weissmies-Alpen in tedesco - dette anche Alpi Vallesane Orientali, Östliche Walliser Alpen in tedesco) sono una sottosezione delle Alpi Pennine, posta lungo la linea di confine tra Italia (Regione Piemonte, Provincia del Verbano-Cusio-Ossola), e  Svizzera (Canton Vallese), che prende il nome dal Massiccio del Mischabel e dal Weissmies, rispettivamente il massiccio e la montagna più significative della sottosezione, entrambi in territorio svizzero.

## Delimitazioni
La classificazione SOIUSA delle Alpi del Mischabel e del Weissmies è la seguente:
- Grande parte = Alpi Occidentali
- Grande settore = Alpi Nord-occidentali
- Sezione = Alpi Pennine
- Sottosezione = Alpi del Mischabel e del Weissmies
- Codice = I/B-9.V

Confinano:

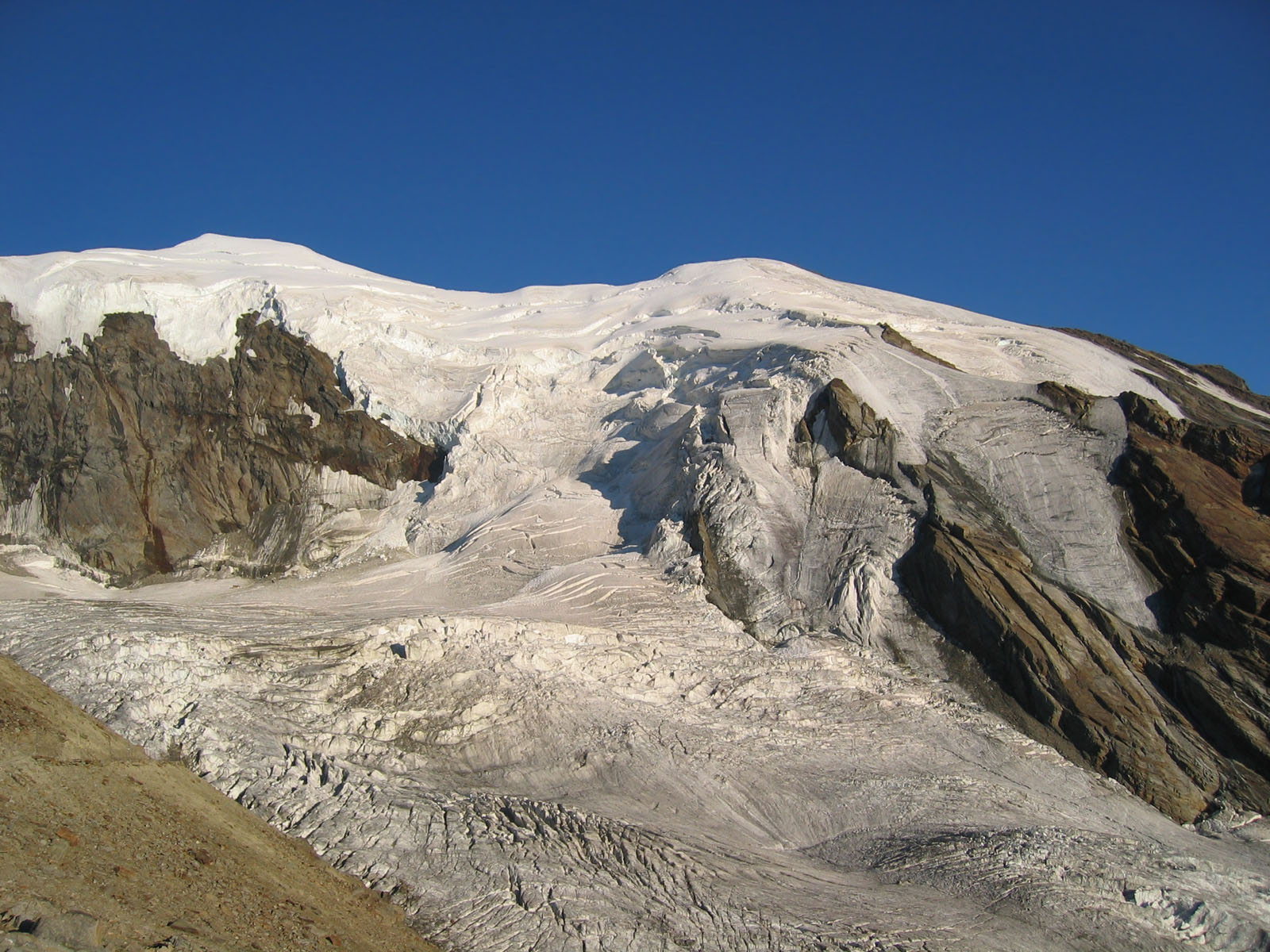
Il Weissmies.

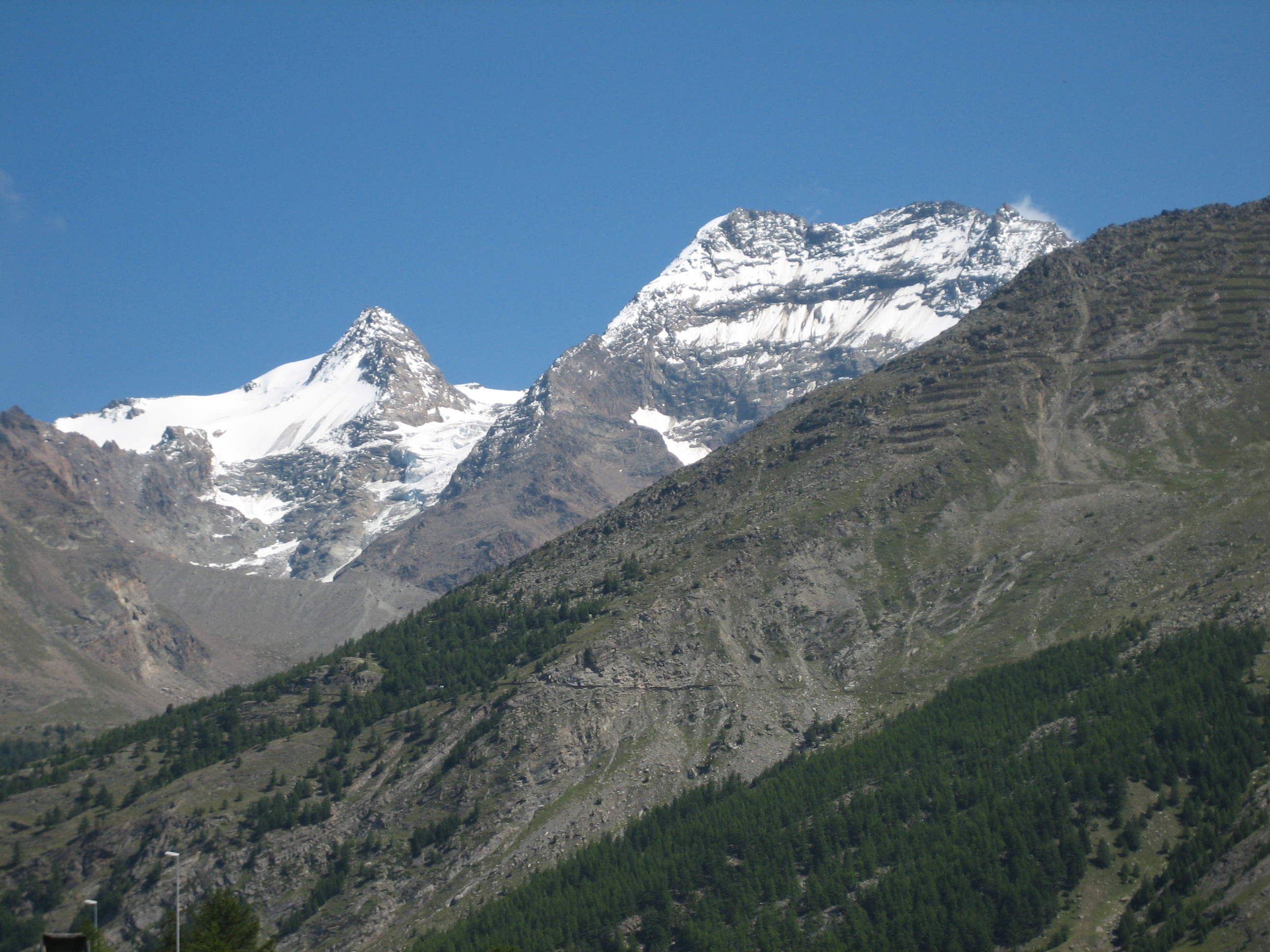
Fletshhorn e Lagginhorn

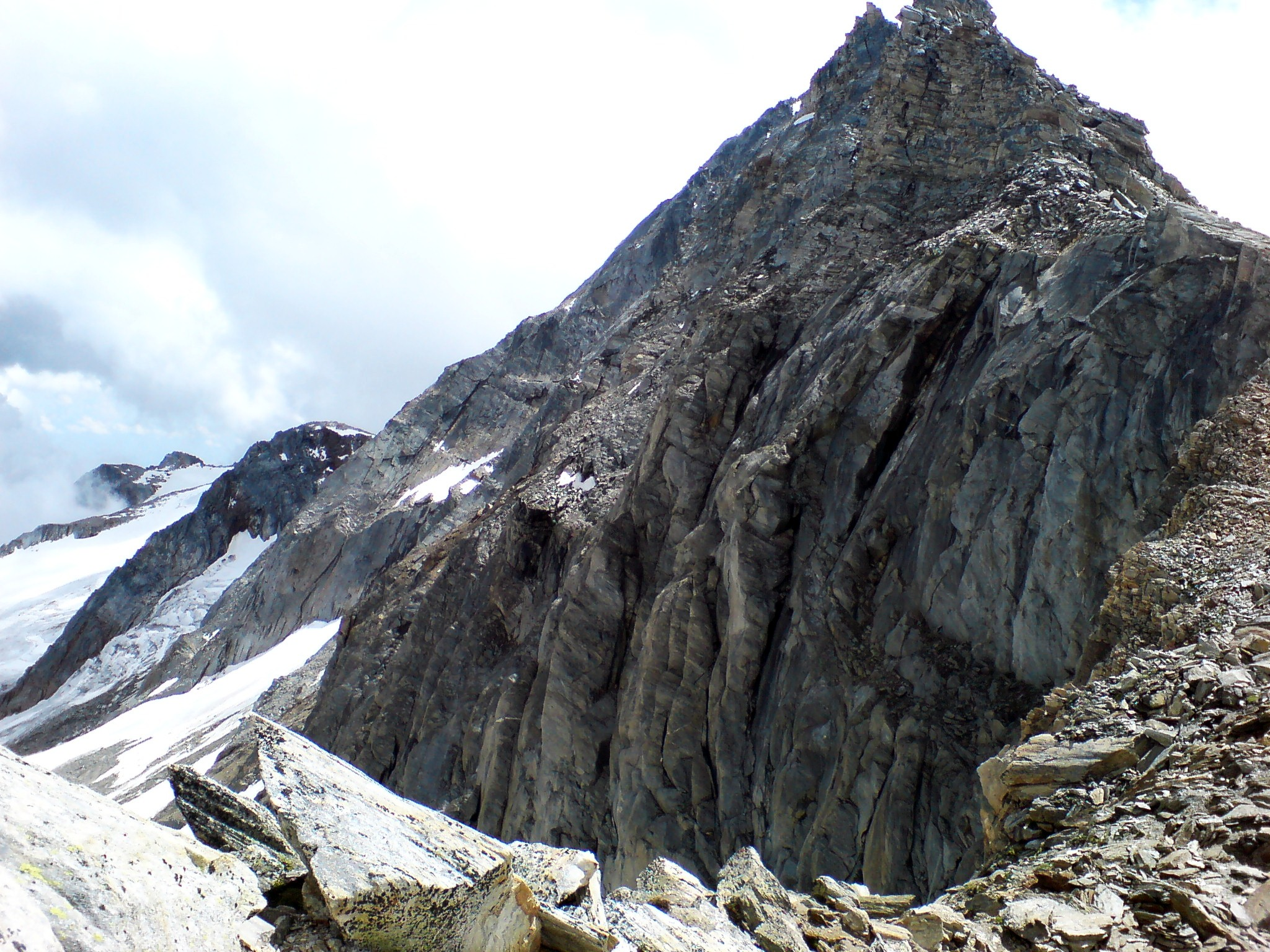
Pizzo d'Andolla

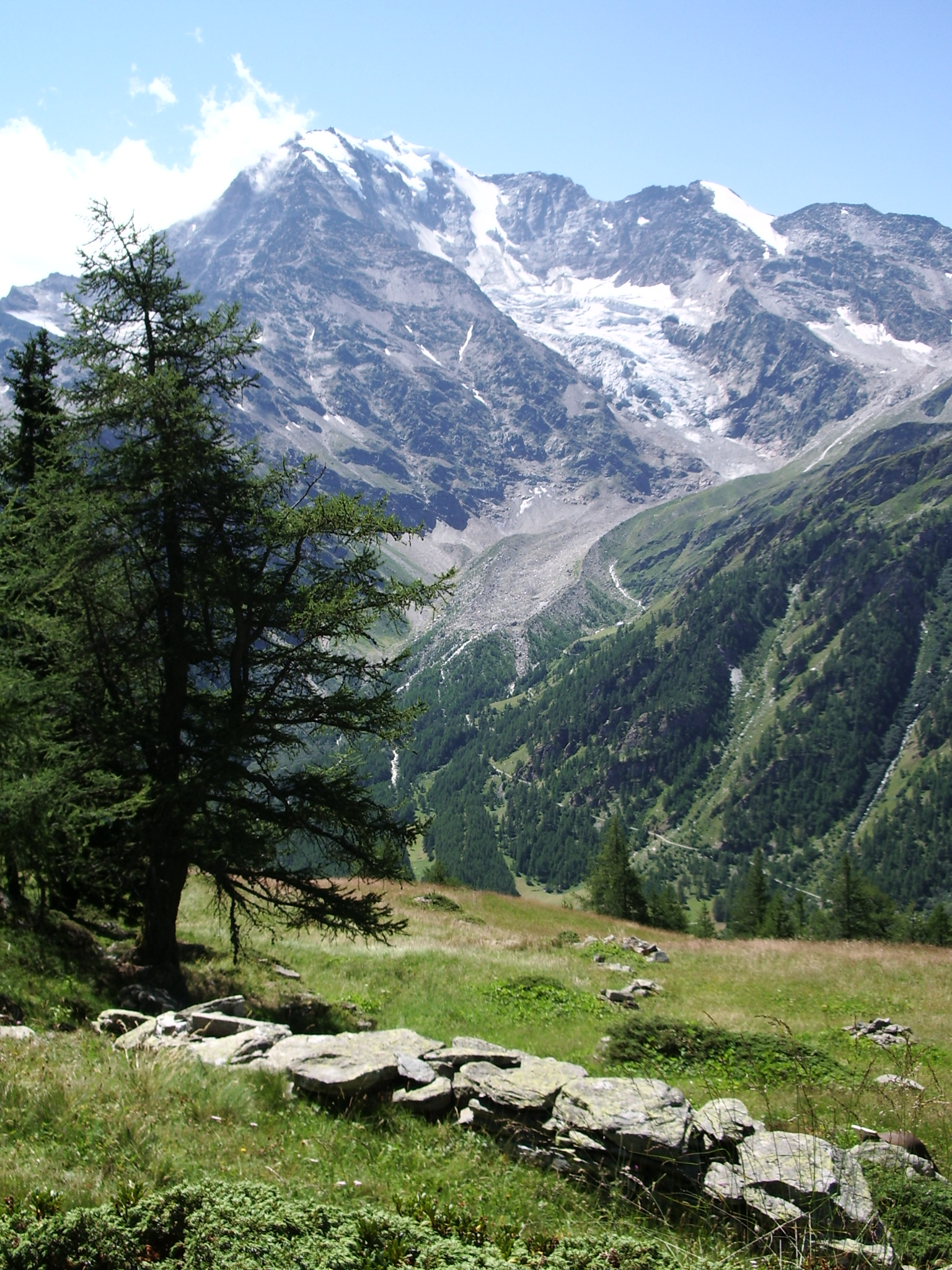
Senggchuppa

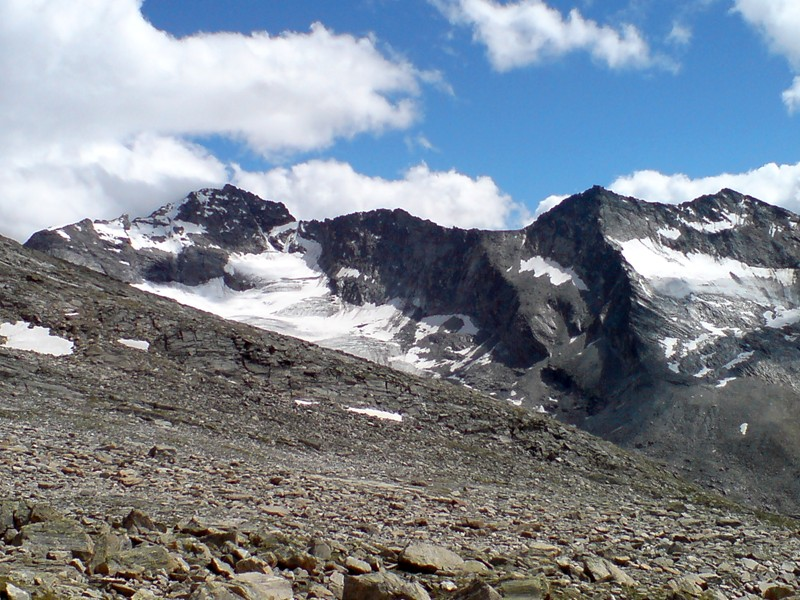
Pizzo Bottarello

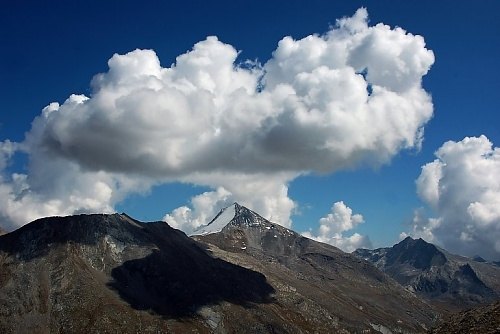
Stellihorn

- a nord con le Alpi Bernesi e separata dal fiume Rodano;
- a nord-est con le Alpi del Monte Leone e del San Gottardo (nelle Alpi Lepontine) e separate dal Passo del Sempione;
- ad est con le Alpi Ticinesi e del Verbano (nelle Alpi Lepontine) e separate dal fiume Toce;
- a sud con le Alpi del Monte Rosa (nella stessa sezione alpina) e separate dal Passo del Monte Moro e dallo Schwarzberg-Weisstor;
- ad ovest con le Alpi del Weisshorn e del Cervino (nella stessa sezione alpina) e separate dalla Mattertal.

Ruotando in senso orario nel dettaglio i limiti geografici sono: Passo del Monte Moro (confine Italia/Svizzera), Schwarzberg-Weisstor, Findeln, Zermatt, Mattertal, Vispertal, fiume Rodano, Briga, torrente Saltina, Passo del Sempione, Sempione (confine Svizzera/Italia), torrente Diveria, Domodossola, fiume Toce, Valle Anzasca, Passo del Monte Moro.

## Suddivisione
La sottosezione, secondo le definizioni della SOIUSA, è suddivisa in tre supergruppi, sette gruppi e tredici sottogruppi:
- Catena dei Mischabel i.s.a. (A)
  - Massiccio dello Strahlhorn (A.1)
    - Gruppo Strahlhorn-Allalinhorn (A.1.a)
    - Gruppo dell'Oberrothorn (A.1.b)

  - Catena dei Mischabel in senso stretto (A.2)
  - Gruppo del Balfrin-Gabelhorn (A.3)
- Catena dell'Andolla (B)
  - Gruppo Antigine-Bottarello-Andolla (B.4)
    - Catena Joderhorn-Antigine-Stellihorn (B.4.a)
      - Cresta Joderhorn-Antigine (B.4.a/a)
      - Catena dello Stellihorn (B.4.a/b)

    - Costiera Laugera-San Martini-Ton (B.4.b)
    - Cresta di Saas (B.4.c)
    - Sottogruppo Turiggia-Pozzuoli (B.4.d)
    - Gruppo del Pizzo d'Andolla (B.4.e)

  - Gruppo Straciugo-Montalto (B.5)
    - Costiera Rosso-Straciugo-Pioltone-Albiona (B.5.a)
    - Sottogruppo del Montalto (B.5.b)
- Catena del Weissmies (C)
  - Gruppo del Weissmies (C.6)
    - Catena Weissmies-Lagginhorn-Fletschhorn (C.6.a)
    - Costiera del Tällihorn (C.6.b)

  - Gamserberge (C.7)
    - Catena del Böshorn (C.7.a)
    - Catena del Simelihorn (C.7.b)

La Catena dei Mischabel i.s.a. si trova ad occidente e raccoglie le montagne tra la Mattertal e la Saastal. La Catena dell'Andolla si trova nella parte sud-est sul confine tra l'Italia e la Svizzera. Infine la Catena del Weissmies si trova a nord e raccoglie le montagne tra la Saastal ed il Passo del Sempione.

## Vette
Oltre alle vette del massiccio del Mischabel le altre vette principali della sottosezione sono:
- Weissmies - 4.023 m
- Lagginhorn - 4.010 m
- Fletschhorn - 3.993 m
- Pizzo d'Andolla - 3.656 m
- Senggchuppa - 3.607 m
- Pizzo Bottarello - 3.487 m
- Stellihorn - 3.436 m
- Tällihorn - 3.448 m
- Almagellhorn - 3.337 m
- Böshorn - 3.268 m
- Jegihorn - 3.206 m
- Punta di Saas - 3.188 m
- Pizzo d'Antigine - 3.188 m
- Simelihorn - 3.124 m
- Joderhorn - 3.034 m
- Punta Laugera - 2.987 m
- Punta Turiggia - 2.811 m
- Pizzo San Martino - 2.733 m
- Pizzo Straciugo - 2.712 m
- Pizzo Montalto - 2.705 m
- Pizzo Ton - 2.675 m
- Pizzo Pioltone - 2.611 m
- Pizzo Albiona - 2.431 m